# Plex venos vaginal
Plexurile venoase vaginale sunt plasate pe părțile laterale ale vaginului; comunică cu plexurile venoase uterine, plexul venos vezical și plexurile venoase rectale și sunt drenate de venele vaginale, câte una de ambele părți, în vena iliacă internă. 